# Base Naval de Las Palmas
La Base Naval de Las Palmas es una instalación militar, ubicada en la ciudad de Las Palmas de Gran Canaria, junto al, de uso civil, Puerto de la Luz. La Base es operada por la armada española y obedece al Mando Naval de Canarias. El lugar cuenta con la capacidad de alojar navíos de todo tipo, además de proporcionar apoyo a naciones aliadas y garantizar presencia militar en la zona centro de la Ciudad.

## Historia
La idea de una Base naval en las Palmas fue propuesta, por el ya jefe del Estado Francisco Franco, el cual vio la necesidad de una instalación militar naval capaz para proteger las islas canarias y las provincias del Sahara Español y Sidi Ifni. El dictador expresó su deseo de establecer la Base en el ya existente Arsenal de Las Palmas. 
Poderes civiles y militares debatieron sobre la necesidad real de una base naval en un lugar tan importante para la isla.El poder civil defendía la no conveniencia dada la cercanía a la población civil, y a su ubicación, en el istmo de Guanarteme, el cual, a la altura de la Base, se estrecha apenas 1km. 
Finalmente, el poder militar se interpuso y la base empezó a operar en 1949. 
La Base tuvo especial relevancia durante la marcha verde y en general, la inestabilidad de las provincias españolas de África.

## Instalaciones
La entrada a las instalaciones de la Base Naval consiste de un porteón con la palabra esculpida "Arsenal", además del escudo franquista. A continuación, una avenida que derrama en diferentes calles que alojan barracones y otros servicios para el personal militar allí destinado. Al final de la avenida, nos encontramos con un dique principal que se extiende por algo menos de 500 metros de largo, y 60 de ancho. Además consta de dos diques más pequeños que tienen la posibilidad de alojar embarcaciones de vigilancia marítima de diferentes tipos.

## Capacidad de buques
El lugar puede alojar muchos tipos de barcos, pero destaca la presencia casi permanente de buques BAM de la clase Meteoro, además de una lancha patrullera de aduanas y muchos más barcos de vigilancia de la Armada Española. 